# 妈屿
妈屿，又名放鸡山（或放鸡岛），是位于广东省汕头市的海岛。位于汕头港出海口，面积0.97平方公里，海拔39米，海岸线长2.3公里。

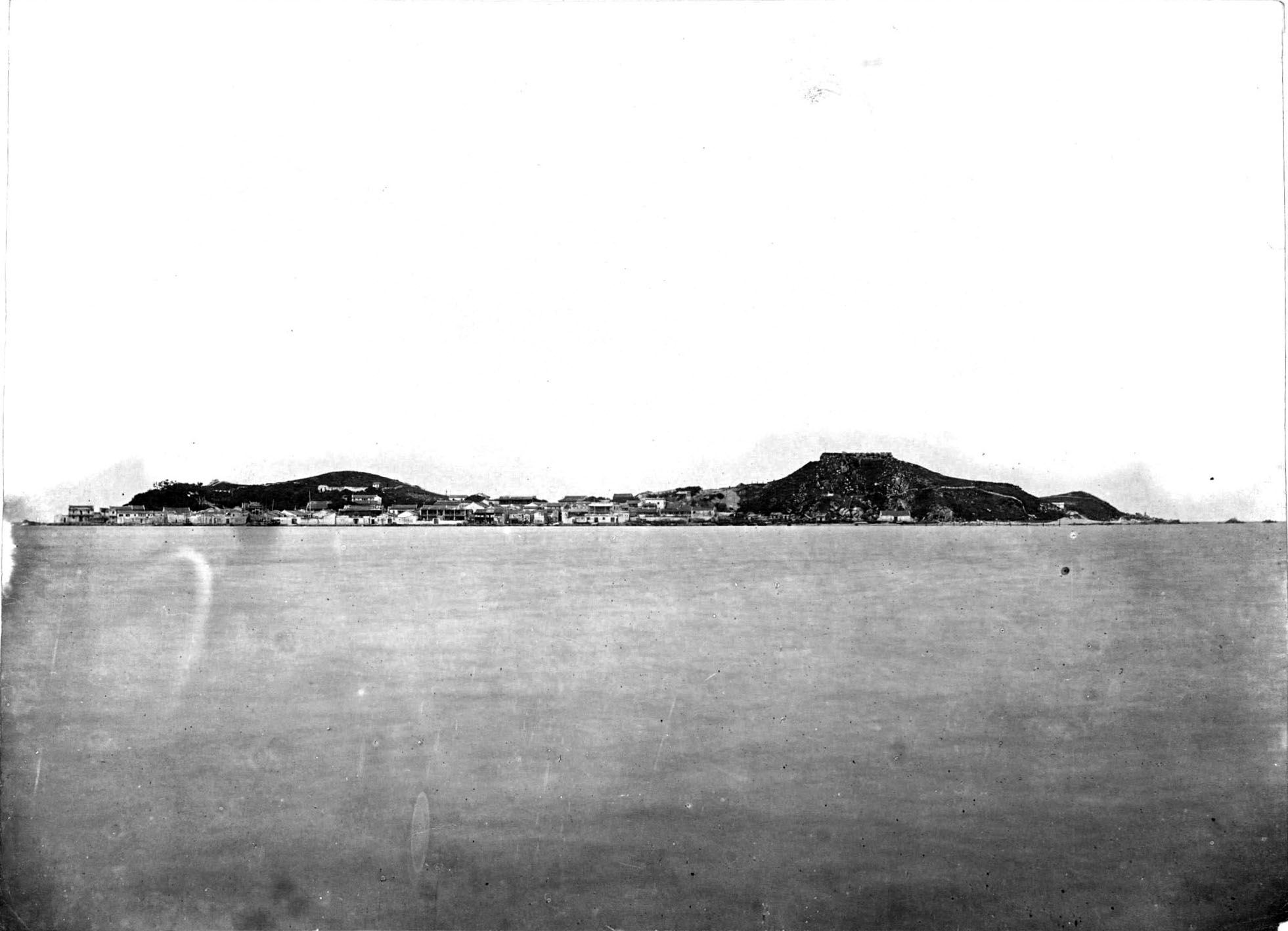
十九世纪，西方人将妈屿、鹿屿合称为“双岛”（Double Island）。1860年至1880年間拍攝。

## 历史
妈屿在清朝之前属潮州府潮阳县，因岛上有新、老（妈屿天后古庙）两座妈祖宫得名。又因渔民在此祭拜妈祖时，需配备活鸡，拜后放生，而得名放鸡山。 康熙五十六年（1717年），妈屿在军事上割归南澳澄海协左营管辖，称放鸡山海汛，但地方民籍仍属潮阳管辖。由于妈屿位于汕头港航道中间，海运兴旺，1853年，清政府在妈屿岛设立了潮州新关，由中国人管理，也称常关。1858年《天津条约》，汕头被辟为通商口岸，1860年1月1日在妈屿设立由洋人管理的潮海关（洋关），汕头正式开埠。20世纪30年代，岛上的“鸡港樯林”、“妈屿观潮”二景被评为汕头八景。1979年，汕头市人民政府将妈屿岛列为游览区。

## 旅游景点
- 妈屿天后古庙
- 潮海关